# Magnolia krusei
Magnolia krusei — вид рослин родини Магнолієві (Magnoliaceae), 
Вічнозелене дерево до 10 м заввишки, що походить з вологих гірських хмарних лісів штату Герреро на південному заході Мексики. Дана магнолія є ендеміком штату Герреро. 